# День, когда загорелась Земля
«День, когда загорелась Земля» (англ. The Day the Earth Caught Fire) — британский научно-фантастический апокалиптический фильм-катастрофа 1961 года. Режиссёром, продюсером и соавтором сценария выступил известный кинематографист Вэл Гест. Считается одним из классических апокалиптических фильмов своей эпохи.

## Сюжет
Одинокий мужчина бредёт по пустынным улицам душного Лондона. Затем действие переносится на несколько месяцев назад.
Питер Стеннинг был весьма многообещающим журналистом крупной газеты Daily Express, но после развода он начал злоупотреблять алкоголем, и его карьера пошатнулась. Редактор стал давать ему «паршивые» (как он выражается сам) задания. У Питера остался близкий друг, Билл Магуайр, тоже журналист, который всячески подбадривает своего товарища, а иногда даже пишет за него статьи.
США и СССР одновременно проводят испытания своих ядерных бомб, после чего климат Земли начинает странным образом меняться. Редактор отправляет Стеннинга в Центральное метеорологическое бюро, чтобы взять там интервью,  получить данные о температуре; и там он встречает Джинни Крейг, молодую машинистку, временно исполняющую обязанности телефонистки. Они «мило знакомятся», обмениваясь оскорблениями, но вскоре влюбляются друг в друга.
Стеннинг обнаруживает, что испытания оружия оказали огромное влияние на Землю. Он просит Джинни помочь ему в сборе информации и расследовании. Они выясняют, что нутация Земли изменилась на 11 градусов, и это повлияло на климатические зоны и изменило положение полюсов и экватора. Жара усиливается, океаны начинают испаряться, Британия покрывается необычными густыми туманами, солнечное затмение происходит на несколько дней раньше рассчитанного астрономами срока. Герои понимают, что орбита Земли нарушена и наша планета движется по спирали к Солнцу.
Правительство вводит в стране чрезвычайное положение и начинает распределять воду и пищу. Люди покидают города. Учёные приходят к выводу, что единственный способ вернуть Землю на безопасную орбиту — взорвать серию ядерных бомб в Западной Сибири. Стеннинг, Магуайр и Джинни собираются в баре, чтобы послушать радиотрансляцию этого события. Бомбы взрываются, сила удара настолько велика, что с потолка бара (находящегося в тысячах километров от Сибири) сыпется штукатурка.
В типографии Daily Express подготовлены две версии первой полосы: на одной крупным шрифтом напечатано «Мир спасён», на другой — «Мир обречён». Фильм заканчивается, не раскрывая, какой из этих вариантов будет опубликован. В самом конце ленты Стеннинг произносит: «Человечество оправится после всего этого ужаса».

## В ролях

### В титрах указаны
В порядке перечисления в титрах
- Джанет Манро — Джинни Крейг
- Лео Маккерн — Билл Магуайр
- Эдвард Джадд[англ.] — Питер Стеннинг
- Майкл Гудлифф[англ.] — «Джеко» Джексон, ночной редактор
- Бернард Брейден[англ.] — «Дейв» Дэвис, новостной редактор
- Реджинальд Бекуит[англ.] — Гарри
- Джин Андерсон[англ.] — Мэй
- Рене Эшерсон — Анжела
- Артур Кристиансен[англ.] — «Джефф» Джефферсон, редактор

### В титрах не указаны
- Питер Баттерворт — помощник редактора
- Джон Баррон — помощник редактора
- Тимоти Бейтсон — сотрудник редакции, что-то печатающий в печатном помещении
- Чарльз Морган[англ.] — иностранный редактор
- Памела Грин — медсестра в прачечной самообслуживания
- Майкл Кейн — полицейский на блокпосту
- Остин Тревор — сэр Джон Келли
- Джим Макманус — мужчина на водопроводной станции (впервые на экране)
- Эдвард Андердаун[англ.] — Дик Сандерсон
- Норман Чаппелл[англ.] — администратор гостиницы
- Эврил Энджерс[англ.] — мать
- Питер Блит[англ.] — копировальщик
- Джеффри Чейтер[англ.] — Пэт Холройд
- Джон Дирт[англ.] — Дик
- Робин Хоудон[англ.] — Ронни (впервые на экране)
- Джордж Мерритт[англ.] — Smudge
- Марианн Стоун[англ.] — мисс Эванс, секретарша

## Производство и показ
Вэл Гест задумал этот фильм ещё в 1953 году, но никто не хотел профинансировать этот проект, продюсеры считали, что ленту ждёт провал.
Мне говорили: «Никто не хочет знать о бомбах. Кто соберётся пойти и посмотреть фильм о бомбах?» В любом случае, каждый раз, когда какой-нибудь продюсер спрашивал меня, есть ли у меня что-нибудь в разработке, я отвечал «Да, прочти это», и каждый раз в ответ получал «Не шути, никто не захочет это смотреть».Вэл Гест, Интервью с Вэлом Гестом
Однако после успеха драматического мюзикла «Экспрессо Бонго» (1959) у Геста наконец появилась возможность осуществить задуманное. Ему навстречу пошли продюсеры Стивен Паллос, Микки Бэлкон и Макс Сеттон. Они основали компанию-«однодневку» Pax Films, а Гест предоставил всю прибыль от «Экспрессо Бонго» в качестве залога.
Фильм в основном был снят на натуре в Лондоне и Брайтоне, при его производстве использовалась технология «дорисовка» для создания образов заброшенных городов и пустынных пейзажей. Студийные съёмки прошли в киностудии «Шеппертон». Среди примечательных локаций можно отметить Флит-стрит, парк Баттерси, здание Казначейства, пирс Брайтон-Пэлэс.
Фильм был снят в чёрно-белом варианте (хотя к тому времени цветное кино уже давно перестало быть редкостью), но вступительные и заключительные эпизоды окрашены в оранжево-жёлтый цвет, чтобы подчеркнуть солнечную жару. Использовался 35-мм анаморфированный киноформат.
В ленте можно усмотреть элементы продакт-плейсмент: в ней неоднократно упоминается газета Daily Express; присутствуют съёмки в здании её штаб-квартиры; в роли редактора этой газеты, с указанием в титрах («Джефф» Джефферсон — редактор), снялся Артур Кристиансен, который с 1933 по 1957 год действительно являлся главным редактором Daily Express. Позднее Гест жаловался, что с Кристиансеном было очень тяжело работать, в частности, он постоянно забывал свой текст. Также режиссёр упомянул, что этого абсолютно не актёра пришлось взять в фильм под давлением газетного магната барона Уильяма Эйткена.
В версии для проката в США в финале слышен звук церковных колоколов. Это добавил дистрибьютер, чтобы дать зрителю намёк, что Земля спасена. Гест усмотрел в этом прямую отсылку к финалу ленты «Война миров» (1953). Режиссёр с сожалением отметил, что его намерением было всегда иметь двусмысленный финал.
Премьера фильма состоялась в кинотеатре Odeon Marble Arch в Лондоне 23 ноября 1961 года. Британский совет по классификации фильмов присвоил картине рейтинг 16+, в 2001 году он был сменён на 15+, в 2014 году — на 12+. Вообще лента имела широкое мировое признание. Одновременно с премьерой на родине «День…» был показан в кинотеатрах Дании, затем:
- 1962 год — Австралия, Ирландия, США, Канада, Швеция, Финляндия, Италия, Перу.
- 1963 год — Бельгия (только в Брюсселе), Португалия, Мексика.
- 1971 год — ФРГ (по телевидению).
- 2020 год — Греция (Международный кинофестиваль в Салониках)
- 2022 год — Нидерланды (по интернету)[9]

В целом, финансово фильм окупился, по данным на 1973 год он принёс прибыль в размере £ 22 500.
В августе 2014 года восстановленная версия картины была показана в летнем кинотеатре под открытым небом Британского музея.

## Критика
- Дуг Каммингс, кинокритик. «Гест обладает некоторым визуальным талантом. Фильм снят в анаморфном широкоэкранном режиме, и расширенный кадр всегда идеально сбалансирован с группами людей, городскими видами или детализированными декорациями, будь то шумные редакции, запруженные улицы или влажные квартиры. Хотя спецэффекты фильма не особо примечательны, матовые картины и включение реальных лондонских локаций создают хорошую атмосферную обстановку (проливные дожди бьют по окнам; густой, неожиданный туман стелется по городу; бушующий ураган обрушивается на британское побережье). Гест также умело использует архивные кадры[англ.], чтобы показать наводнения и метеорологические катаклизмы по всему миру. Визуальный стиль фильма прост и классичен, но каждая сцена передана с большой степенью реализма и чувством места»[11].
«… это необычайно грамотный и тематически проработанный жанровый фильм… Жанр „катастрофа“ в целом известен не своим проникновением в суть персонажей или остроумными диалогами, но „День, когда загорелась Земля“ — это замечательное исключение. Его внимание к внутренней и внешней жизни главных героев превращает его физическую гибель во внешнюю метафору личной жизни Стеннинга, беспорядочной и вышедшей из-под контроля, обе судьбы в равной степени взвешены между надеждой и отчаянием»[11].
- Пол А. Грин, эссеист и рецензент. «Гест и его монтажёр Билл Ленни работали с архивными материалами. Вот краткий кадр пожарной машины из «Эксперимента Куотермасса» (1953) — но в остальном недочётов не видно»[12].
«Лондон находится на пороге шестидесятых, когда протестная и молодёжная культуры прорываются наружу, но социальные и сексуальные нравы всё ещё полуформализованы, и девушки работают в машинописных мастерских… В современном контексте глобального потепления, асимметричной войны, распространения ядерного оружия и истощающихся ресурсов лежащий в основе фильма оптимизм кажется трогательным.»[12]
- Деннис Шварц, рецензент. «Интеллектуальный малобюджетный научно-фантастический фильм о конце света, который даёт нам подлинный взгляд на старомодную редакцию газеты на Флит-стрит в те далекие времена и тревожный сценарий разрушения мира глазами редакции газеты… Вэл Гест эффективно режиссирует, умело используя атмосферные эффекты, такие как сильная жара и туман, воздействующие на лондонцев, что придаёт этой захватывающей истории жутковатый оттенок.»[13]
- Британский институт кино. «Благодаря сильной игре актёров, яркому изображению мира газетной журналистики и обширным натурным съёмкам на улицах Лондона, Вэл Гест создал один из лучших британских научно-фантастических фильмов.»[14]
- В фильме допущена крупная медицинская ошибка. Когда мальчик-копировальщик теряет сознание после выпитой купленной на чёрном рынке воды, доктор объявлет, что у него сыпной тиф (англ. typhus), и что всем необходимо сделать прививки. Сыпной тип не передаётся через воду (только через укусы вшей), и на момент съёмок фильма прививки от этого заболевания не существовало. Скорее всего сценарист перепутал с заболеванием брюшной тиф (англ. typhoid fever): он передаётся через воду, и к тому времени уже существовала вакцина против него.

## Затрагиваемые темы
Упоминавшийся выше эссеист Пол А. Грин подробно разобрал затрагиваемые в фильме темы:
- Новостные медиа. «Мы видим медиа-ландшафт, который в значительной степени определяется прессой и её сверхпрочными гутенберг-технологиями и политический ландшафт, который определяется Холодной войной… Шумный отдел новостей с призывными лозунгами на плакатах „Вперед, к УДАРУ!“ (англ. Go for IMPACT!) представляет собой переплетение противоречивой информации и дезинформации, догадок и слухов, поскольку hacks пытаются разобраться в причудливых погодных условиях в этот дурацкий сезон… Сегодня эта сцена читается как элегия старой культуре Флит-стрит The Print, которая дала работу на всю жизнь тысячам кокни, пока Мёрдок не ввёл компьютеризированные редакции, разгромил профсоюзы печатников и перенёс операции в Доклендс, в конечном счёте увлекая за собой остальную часть Флит-стрит.»
- Испытания ядерного оружия. «Предпосылка фильма — что ядерные испытания изменяют орбиту Земли, нарушают климат и отправляют нашу планету по спирали к Солнцу — оказывает глубокое воздействие… Глобальное разрушение в результате ядерной войны становится экзистенциальной реальностью… Тревоги о ядерном холокосте в фильмах, конечно, не были чем-то новым к тому времени. Но эти страхи обычно воплощались в виде рассказов о чудовищных мутациях…»
- Эскапизм. «Все заняты делом, кроме пьянчуги Стеннинга[15], которого явно возмущает, что ему поручили написать легковесную статью о солнечных пятнах, в то время как раньше он был крутым обозревателем газеты с серьёзными писательскими амбициями. Он предпочёл бы находиться в Harry's Bar — уютном круглосуточном клубе, созданном по образцу заведения на Флит-стрит El Vino[англ.].»
- Социальные классы. «Недовольство Стеннинга не носит явно политического характера, в каком-либо конкретном идеологическом смысле… Но существует беспокойство по поводу классовых ограничений. Стеннинг выражает недоверие к традиционным взглядам англосаксонской верхушки, что соответствует всё более неловким вопросам, поднимаемым повествованием об инертности британского истеблишмента, а также настроениям Британии, стоящей на пороге социальных перемен. „Ты бы видел, как они его воспитывают, Билл. В следующий раз это будет подходящая подготовительная школа. А потом правильная школа-интернат. И к тому времени, когда они закончат с ним, он будет настоящим джентльменом в котелке, который играет в теннис, с носом-ириской, но он не будет МОИМ сыном“.»
- Гендерная политика. «Встреча с Джинни[16] сигнализирует о начале медленной трансформации Стеннинга. Это также иллюстрирует трансформацию гендерной политики в британской бюрократии с 1961 года. Сегодня такая умная женщина как Джинни, вероятно, руководила бы целым отделом, а не обслуживала копировальную машину, где Стеннинг и знакомится с ней.»
- Конец света. «Стеннингу удается сфотографировать пылающий чёрный диск Солнца — это превосходный фрагмент метонимии… Действие фильма развивается на основе повторения коллективных воспоминаний и мифов о Второй мировой войне: Блиц, огненные бури, отключение электроэнергии, страдания от рационирования, эвакуация детей, спекуляция на чёрном рынке и бандитизм… Это поднимает вопрос о том, смогла ли послевоенная Британия сохранить дух Дюнкерка перед лицом новой угрозы. Магуайр[17] высказывает намёк на то, что „мы размякли“ и что в этих новых и ещё более экстремальных обстоятельствах социальная сплочённость может пошатнуться и уступить место истерии.»

## Награды и номинации
- 1962 — BAFTA в категории «Лучший сценарий для британского фильма» — победа[18].
- 1963 — «Хьюго» в категории «Лучшая драматическая работа» — номинация[19].
- 2021 — «Сатурн» в категории «Лучшее DVD-издание классического фильма» — номинация.